# Ödemarkens son
Ödemarkens Son är det andra fullängdsalbumet av Vintersorg, utgivet 1999. Detta ses som den sista skivan som från Vintersorg som fortfarande körde musikstilen folk/black, innan det blev mer progressivt och mindre black metal inblandat. Albumet är producerat av Vintersorg med assistans av Nils Johansson. Det är inspelat och mixat på Ballerina Audio mellan den 31 maj och den 16 juni 1999. Trummor och keyboard är inspelade i Wolf's Lair 1999.

## Låtlista
1. "När alver sina runor sjungit" – 4:47
2. "Svältvinter" – 4:36
3. "Under norrskenets fallande ljusspel" – 3:54
4. "Månskensmän" – 5:46
5. "Ödemarkens son" – 5:17
6. "Trollbunden" –2:44
7. "Offerbäcken" – 4:29
8. "I den trolska dalens hjärta" – 5:55
9. "På landet" (Vintersorg/Oscar Fredrik) – 6:35
10. "Stilla" (Bonus)

Alla låtar skrivna av Vintersorg där inget annat angetts.

## Medverkande
Vintersorg
- Vintersorg (Andreas Hedlund) – sång, elektrisk gitarr, akustisk gitarr, basgitarr, keyboard

Bidragande musiker
- Cia Hedmark – violin, sång
- Vargher (Marcus E. Norman) – keyboard, trumprogrammering
- Andreas Frank – sologitarr (spår 1, 5, 8, 9)

Produktion
- Nils Johansson – producent, ljudtekniker
- Vintersorg – musikproducent
- Vargher – ljudtekniker
- Jens Rydén – omslagsdesign
- Oscar Fredrik – sångtext